# Södermanlands runinskrifter 187
Sö 187 är en vikingatida runsten i strax norr om Harby, Toresunds socken och Strängnäs kommun i Södermanland.  
Den är av ljus granit, 1,8 meter hög, 0,7 meter bred och 0,3 meter tjock. Runhöjden är 5–8 cm. Ristningen har ett kors och stilgrupperas förmodligen till Pr2. Ristningen vetter mot öster. Runstenen finns utritad på en karta från år 1722.. Den kan vara ristad av Balle genom sin likhet med Sö 276, Sö 279 och Sö 281, men utformningen av vissa runtecken skiljer sig från hur han gjort dem på andra stenar, vilket talar emot.
En föreställning om att det ska spöka vid stenen har noterats av Brate.

## Inskriften
Translitterering av runraden:
× þaiʀ þurþr × auk × bruni × auk × tiþkumi × letu × raisa × stin × þensa × aftiʀ × syiþbalka × faþur × sin × kuþ × hialbi × isolu × hans ×
Normalisering till runsvenska:
Þæiʀ Þorðr ok Bruni ok Tiðkumi letu ræisa stæin þennsa æftiʀ Sviðbalka, faður sinn. Guð hialpi sialu hans!
Översättning till nusvenska:
Tord och Brune och Tidkume läto resa denna sten efter Svedbalke, sin fader. Gud hjälpe hans själ!